# Annus mirabilis
Annus mirabilis (с лат. — «Год чудес») — латинское выражение, применяемое к нескольким календарным годам, отмеченным необычными важными и позитивными событиями. Термин изначально использовался в английской культуре для обозначения 1666 года, однако позднее получил более широкое применение.

## 1492— год католических королей
В 1492 году Католические короли, Фернандо II Арагонский и Исабель I Кастильская построили самую могущественную монархию Западного мира вследствие нескольких событий:
- Падение Гранады, окончившее Гранадскую войну и завершившее Реконкисту — восьмивековое противостояние христиан и мусульман.
- Открытие Америки Христофором Колумбом, положившее началу исследования Нового Света и служащее точкой отсчёта начала Нового Времени.
- Альгамбрский эдикт, обнародованный 31 марта и решивший межконфессиональную проблему путём Изгнания евреев из Испании.
- Публикация первой Грамматики современного кастильского (испанского) языка — Грамматика кастильского языка авторства Антонио де Небриха, испанского гуманиста, историка и педагога. Небриха сравнивал кастильский с латынью: siempre la lengua fue compañera del imperio (язык всегда был спутником империи).

Хотя в то время выражение Annus mirabilis как таковое не использовалось, а использовались намного более гиперболичные выражения, такие как величайшее дело со времён сотворения мира, позднее оно стало часто применяться по отношению к произошедшим событиям.

## 1543— год науки
- Андрей Везалий опубликовал фундаментальный труд по анатомии человека — работу «О строении человеческого тела» (лат. De humani corporis fabrica libri septem).
- Николай Коперник опубликовал фундаментальный труд по космографии — работу «О вращении небесных сфер» (лат. De revolutionibus orbium coelestium)

## 1666— год чудес
- Первое известное упоминание латинской фразы Annus mirabilis — в качестве названия стихотворения английского поэта Джона Драйдена, посвящённого событиям 1666 года. Хотя именно в этом году случился Великий лондонский пожар, поэт воспел его как время избавления от бедствий благодаря Божественному вмешательству (ожидалось, что из-за «числа зверя» год будет особенно пагубным).
- Победа английского флота над голландским в сражении в день святого Якова в ходе Англо-нидерландской войны.
- Исаак Ньютон открыл Закон всемирного тяготения.

## 1759— годУильяма Питта
- Серия побед британской армии в ходе Семилетней войны — в Северной Америке, Европе, Индии и в нескольких сражениях на море.

## 1905— годАльберта Эйнштейна
- Германский ученый Альберт Эйнштейн сделал важные открытия относительно фотоэлектрического эффекта, броуновского движения и специальной теории относительности.

## Другое
Выражение «чудесный год» в англоязычных странах неоднократно применялось в отношении других событий разной степени важности:
- 1644—1645 — серия побед шотландского генерала Джеймса Грэма во время Гражданской войны в Шотландии.
- 1666 — в римских цифрах год содержит все цифры в порядке убывания: MDCLXVI.
- 1922 — в англоязычной литературе считается «годом модернизма», из-за публикации важных литературных произведений, в частности, романа «Улисс» Джеймса Джойса и поэмы «Бесплодная земля» Томаса Элиота.
- 1939 — обобщенное наименование классических голливудских фильмов, впервые показанных в этом году.
- 1946 — определение британского министра финансов Хью Далтона[англ.] работы лейбористского правительства Великобритании.
- 1963 — этому году посвящено стихотворение Филипа Ларкина «Annus Mirabilis»[1].
- 1967 — «чудесный год» для футбольного клуба «Селтик». Команда выиграла все соревнования, в которых участвовала: Чемпионат Шотландии, Кубок Шотландии, Кубок лиги, Кубок Глазго и Кубок Европейских чемпионов[источник не указан 4714 дней].
- 1989 — политические события в Восточной Европе, падение просоветских диктатур в странах Восточной Европы.